# Biáñez
Biáñez es una entidad de población española del municipio de Valle de Carranza, perteneciente a la provincia de Vizcaya, en la comunidad autónoma del País Vasco.

## Toponimia
El lugar puede aparecer referido como «Biáñez» y «Viañes».

## Historia
Hacia mediados del siglo XIX, el lugar, ya por entonces perteneciente al ayuntamiento de Valle de Carranza, tenía contabilizada una población de 460 habitantes. Aparece descrito en el decimosexto y último volumen del Diccionario geográfico-estadístico-histórico de España y sus posesiones de Ultramar de Pascual Madoz con las siguientes palabras:

VIAÑES: l. del valle de Carranza, en la prov. de Vizcaya, part. jud. de Valmaseda: sit. en una loma elevada. Tiene 100 casas; una parr. (San Andrés Apóstol) filial de San Miguel de Aedo, servida por un cura beneficiado y un capellan que forman cabildo con los de su matriz; una ermita (Ntra. Sra. del Buen Suceso), devoto santuario muy adornado de preciosas alhajas, en el cual se celebra el 18 de setiembre la Aparicion de la Sta. Imágen: hay una feria el dia 6 de dicho mes. pobl.: 100 vec., 460 alm.
(Madoz, 1850, p. 13)

En 2023, la entidad singular de población, que incluye también el núcleo de Bollain, tenía empadronados 148 habitantes y el núcleo de población, 109.

## Patrimonio
Hay en el lugar una iglesia de Santiago Apóstol.